# دیدارهای فوتبال آرژانتین و ایتالیا
تیم ملی ایتالیا و تیم ملی آرژانتین تاکنون ۱۶ بار در مقابل یکدیگر قرار گرفته‌اند که حاصل این بازی‌ها ۶ برد برای ایتالیا، ۵ برد برای آرژانتین و ۵ تساوی بوده‌است.
در این بازیها ۴۰ گل به ثمر رسیده که سهم تیم ایتالیا ۲۲ گل و سهم تیم آرژانتین ۱۸ گل است.

## اولین بازی
اولین بازی بین این دو تیم در تاریخ ۵ دسامبر ۱۹۵۴ در یک بازی دوستانه در شهر رم، ایتالیا برگزار شد که این دیدار با نتیجه ۲ بر ۰ به سود ایتالیا به پایان رسید.

## بررسی کلی بازیها
| بردهای ایتالیا  | ۶ بازی  |                | گل‌های ایتالیا | ۲۲ گل                            |         | بازی‌های برگزار شده در ایتالیا | ۸ بازی |
| مساوی           | ۵ بازی  | گل‌های آرژانتین | ۱۸ گل         | بازی‌های برگزار شده در کشور بی‌طرف | ۶ بازی  |                               |        |
| بردهای آرژانتین | ۵ بازی  |                |               | بازی‌های برگزار شده در آرژانتین   | ۲ بازی  |                               |        |
| مجموع بازی‌ها    | ۱۶ بازی | مجموع گل‌ها     | ۴۰ گل         | مجموع بازی‌ها                     | ۱۶ بازی |                               |        |

## عنوان بازیها
| #   | عنوان بازی                | تعداد بازی | برد ایتالیا | برد آرژانتین | مساوی |
| --- | ------------------------- | ---------- | ----------- | ------------ | ----- |
| ۱   | دوستانه                   | ۱۰         | ۴           | ۴            | ۲     |
| ۲   | جام جهانی                 | ۵          | ۲           | ۰            | ۳     |
| ۳   | جام قهرمانان کونمبول–یوفا | ۱          | ۰           | ۱            | ۰     |
| جمع | جمع                       | ۱۶         | ۶           | ۵            | ۵     |

## میزبان و میهمان
| بازیهایی که در ایتالیا برگزار شده‌است     | بازیهایی که در ایتالیا برگزار شده‌است | بازیهایی که در ایتالیا برگزار شده‌است | بازیهایی که در ایتالیا برگزار شده‌است |
| تیم                                      | برد                                  | مساوی                                | باخت                                 |
| ---------------------------------------- | ------------------------------------ | ------------------------------------ | ------------------------------------ |
| ایتالیا                                  | ۳                                    | ۳                                    | ۲                                    |
| آرژانتین                                 | ۲                                    | ۳                                    | ۳                                    |
| بازیهایی که در آرژانتین برگزار شده‌است    |                                      |                                      |                                      |
| تیم                                      | برد                                  | مساوی                                | باخت                                 |
| ایتالیا                                  | ۱                                    | ۰                                    | ۱                                    |
| آرژانتین                                 | ۱                                    | ۰                                    | ۱                                    |
| بازیهایی که در کشوری بی‌طرف برگزار شده‌است |                                      |                                      |                                      |
| تیم                                      | برد                                  | مساوی                                | باخت                                 |
| ایتالیا                                  | ۲                                    | ۲                                    | ۲                                    |
| آرژانتین                                 | ۲                                    | ۲                                    | ۲                                    |

## فهرست کلی بازیها
|  | برد آرژانتین |
|  | برد ایتالیا  |
|  | مساوی        |

| #  | تاریخ      | نتیجه بازی           | ورزشگاه / شهر                         | عنوان بازیها   | گلزنان                                                                                |
| -- | ---------- | -------------------- | ------------------------------------- | -------------- | ------------------------------------------------------------------------------------- |
| ۱۶ | ۲۰۲۲/۶/۱   | ایتالیا ۰–۳ آرژانتین | ومبلی، انگلستان، ومبلی                | فینالیسما ۲۰۲۲ | لائوتارو مارتینز (۲۸) – آنخل دی ماریا (۴۶) – پائولو دیبالا (۹۱)                       |
| ۱۵ | ۲۰ ۱۸/۳/۲۳ | ایتالیا ۰–۲ آرژانتین | منچستر، انگلستان، اتحاد               | بازی دوستانه   | اور بانگا (۷۵) – مانوئل لانزینی (۸۵)                                                  |
| ۱۴ | ۲۰۱۳/۸/۱۴  | ایتالیا ۱–۲ آرژانتین | رم، ایتالیا، المپیک رم                | بازی دوستانه   | لورنزو اینسینیه (۷۵) ** گونزالو هیگوآین (۲۱) – اور بانگا (۴۹)                         |
| ۱۳ | ۲۰۰۱/۲/۲۸  | ایتالیا ۱–۲ آرژانتین | رم، ایتالیا، المپیک رم                | بازی دوستانه   | استفانو فیوره (۲۵) ** کیلی گونزالز (۳۵) – ارنان کرسپو (۴۸)                            |
| ۱۲ | ۱۹۹۰/۷/۳   | ایتالیا ۱–۱ آرژانتین | رم، ایتالیا، المپیک رم                | جام جهانی ۱۹۹۰ | سالواتوره اسکیلاچی (۱۷) ** کلودیو کانیگیا (۶۸)                                        |
| ۱۱ | ۱۹۸۹/۱۲/۲۱ | ایتالیا ۰–۰ آرژانتین | کالیاری، ایتالیا، سنت الیا            | بازی دوستانه   | [ ۷ ]                                                                                 |
| ۱۰ | ۱۹۸۷/۶/۱۰  | ایتالیا ۳–۱ آرژانتین | زوریخ، سوئیس، لتزیگراند               | بازی دوستانه   | فرناندو د ناپولی (۲۷) – اسکار گاره (۳۳) – جانلوکا ویالی (۸۸) ** دیگو مارادونا (۶۲)    |
| ۹  | ۱۹۸۶/۶/۵   | ایتالیا ۱–۱ آرژانتین | پوئبلا، مکزیک، کواتموک                | جام جهانی ۱۹۸۶ | آلساندرو آلتوبلی (۶-پ) ** دیگو مارادونا (۳۴)                                          |
| ۸  | ۱۹۸۲/۶/۲۹  | ایتالیا ۲–۱ آرژانتین | بارسلون، اسپانیا، سریا                | جام جهانی ۱۹۸۲ | مارکو تاردلی (۵۶) – آنتونیو کابرینی (۶۷) ** دنیل پاسارلا (۸۳)                         |
| ۷  | ۱۹۷۹/۵/۲۶  | ایتالیا ۲–۲ آرژانتین | رم، ایتالیا، المپیک رم                | بازی دوستانه   | فرانکو کاوسیو (۲۵) – پائولو روسی (۵۵) ** خوزه والنسیا (۷) – دنیل پاسارلا (۵۶-پ)       |
| ۶  | ۱۹۷۸/۶/۱۰  | آرژانتین ۰–۱ ایتالیا | بوئنوس آیرس، آرژانتین، ریور پلاته     | جام جهانی ۱۹۷۸ | روبرتو بتگا (۶۷)                                                                      |
| ۵  | ۱۹۷۴/۶/۱۹  | ایتالیا ۱–۱ آرژانتین | اشتوتگارت، آلمان غربی، مرسدس-بنز آرنا | جام جهانی ۱۹۷۴ | روبرتو پرفومو (۳۵-گل‌به‌خودی) ** رنه هاوسمن (۲۰)                                        |
| ۴  | ۱۹۶۶/۶/۲۲  | ایتالیا ۳–۰ آرژانتین | تورین، ایتالیا، المپیک تورین          | بازی دوستانه   | ازیو پاسکوتی (۳۲ و ۴۷) – لوئیجی مرونی (۸۱)                                            |
| ۳  | ۱۹۶۱/۶/۱۵  | ایتالیا ۴–۱ آرژانتین | فلورانس، ایتالیا، آرتمیو فرانکی       | بازی دوستانه   | فرانچسکو لویاکونو (۱۳) – عمر سیووری (۲۰ و ۴۱) – برونو مورا (۸۶-پ) ** فدریکو ساکی (۶۷) |
| ۲  | ۱۹۵۶/۶/۲۴  | آرژانتین ۱–۰ ایتالیا | بوئنوس آیرس، آرژانتین، ریور پلاته     | بازی دوستانه   | نوربرتو کنده (۶۵)                                                                     |
| ۱  | ۱۹۵۴/۱۲/۵  | ایتالیا ۲–۰ آرژانتین | رم، ایتالیا، المپیک رم                | بازی دوستانه   | آملتو فرینیانی (۱) – کارلو گالی (۴۸)                                                  |

## گلزنان

### گلزنان ایتالیا
- ۲ گل : عمر سیووری – ازیو پاسکوتی
- ۱ گل : آملتو فرینیانی – کارلو گالی – فرانچسکو لویاکونو – برونو مورا – لوئیجی مرونی – روبرتو بتگا – فرانکو کاوسیو – پائولو روسی – مارکو تاردلی – آنتونیو کابرینی – آلساندرو آلتوبلی – فرناندو د ناپولی – اسکار گاره – جانلوکا ویالی – سالواتوره اسکیلاچی – استفانو فیوره – لورنزو اینسینیه

یکی از گل‌های تیم ایتالیا را نیز بازیکن آرژانتین وارد دروازه خودی کرده‌است.

### گلزنان آرژانتین
- ۲ گل : دنیل پاسارلا – دیگو مارادونا – اور بانگا
- ۱ گل : نوربرتو کنده – فدریکو ساکی – رنه هاوسمن – خوزه والنسیا – کلودیو کانیگیا – کیلی گونزالز – ارنان کرسپو – گونزالو هیگوآین – مانوئل لانزینی – لائوتارو مارتینز – آنخل دی ماریا – پائولو دیبالا